# Trappola mortale (romanzo)
Trappola Mortale è il terzo romanzo della serie di Jack Reacher, ex maggiore della polizia militare nell'esercito USA; scritto da Lee Child viene pubblicato per la prima volta negli Stati Uniti il 15 aprile 1999, in Italia da Longanesi nell'ottobre 2002 nella collana La Gaja Scienza (trad. A Tissoni).

## Trama
Jack Reacher si è rintanato a Key West, Florida, dove scava fosse per piscine e cerca di tenersi lontano dai guai. Cosa che gli riesce finché Costello, un detective privato di New York, viene brutalmente assassinato proprio a Key West, dov’era arrivato per parlargli incaricato da una misteriosa signora Jacob.
Indagando sull'omicidio, Jack rincontrerà Jodie, figlia del suo mentore di cui è stato sempre innamorato e che sarà la sua compagna per l’intero romanzo e rivolterà la storia del suo misterioso nemico scavando nel suo passato e finendo per affrontare quella che è rimasta una piaga ancora aperta per gli USA, il Vietnam.
Un Jack Reacher insolito, coinvolto sentimentalmente e molto diverso dal protagonista del precedente Destinazione inferno, con sullo sfondo uno scambio di persona avvenuto tanti anni prima, una coppia di vecchietti che cerca ancora spiegazioni su fatti che il governo non vorrebbe più affrontare, uno spietato assassino che vive nelle ancora esistenti Twin Towers ed una casa inaspettatamente ereditata.